# Поліщук Костянтин Володимирович
Костянти́н Володи́мирович Поліщу́к (13 травня 1970, Миколаїв, УРСР, СРСР) — український футболіст, захисник та тренер.

## Ігрова кар'єра
Футболом почав займатися в миколаївській ДЮСШ «Суднобудівник». Перші тренери — Анатолій Норов та Євген Дерев'яга. Дебютував у дорослій команді «корабелів» 1987 року.
1989 року тренер Валерій Журавко запросив Костянтина до очаківського «Маяка». Разом з командою Поліщук пройшов шлях від чемпіонату області до першої ліги України. 1990 року в складі «Маяка» завоював кубок СРСР серед виробничих колективів. На турнірі Костянтин був основним гравцем, зіграв в фінальному матчі проти «Металургом» (Алдан). В очаківській команді грав до самого її розформування в липні 1995 року. Загалом за «Маяк» («Артанію») в чемпіонатах СРСР та України провів 144 матчі, забив 6 голів. Сезон завершив у «Кремені».
Кар'єру продовжив у Білорусі. Разом з екс-партнерами з «Артанії» Романом Андрійко, Аркадієм Чуніхіним та Сергієм Баркаловим виступав за команду першої ліги «Фомальгаут» (Борисів), але того ж року білоруський клуб знявся зі змагань.
Повернувся до України в Миколаїв. З командою рідного міста став переможцем чемпіонату України серед команд першої ліги сезону 1997/98 років.
7 липня 1998 року в матчі «Миколаїв» — «Нива» (Тернопіль) дебютував у Вищій лизи чемпіонату України. Усього в складі «корабелів» провів п'ять сезонів.

## Тренерська кар'єра
2004 перейшов на тренерську роботу. В херсонському «Кристалі» допомагав Сергієві Пучкову як граючий тренер. Після того, як Сергій Пучков очолив ФК «Севастополь», керівництво херсонського клубу вирішило довірити команду Поліщукові. Після шести поразок в семи матчах Поліщука в херсонській команді змінив її колишній форвард Юрій Мартинов. Поліщук же пішов до Пучкова в «Севастополь», «Таврію» та «Славутич» (Черкаси). З «Таврією» — володар Кубка України 2009/10. 2013 року — асистент головного тренера (Сергія Пучкова) в запорізькому «Металургові».
В березні 2014 року був призначений спортивним директором МФК «Миколаїв».